# Morti nel 2019/Agosto
| Questa pagina contiene informazioni ricavate automaticamente dalle voci biografiche con l'ausilio del template Bio e di un bot. L'aggiornamento è periodico e automatico e ricostruisce completamente la pagina. Se manca una persona in questa lista, sei pregato di non aggiungerla, ma accertati piuttosto che la sua voce biografica contenga il template Bio e che i dati anagrafici siano correttamente compilati. Se il template Bio manca, inseriscilo tu stesso o, in alternativa, metti l'avviso {{tmp\|Bio}} che ne segnala la mancanza. Se i dati riportati sono sbagliati, correggi direttamente la voce biografica; le modifiche saranno visibili in questa lista entro pochi giorni. Per chiarimenti vedi il progetto biografie. La lista contiene solo le 167 persone che sono citate nell'enciclopedia e per le quali è stato implementato correttamente il template Bio. Pagina aggiornata al 2 mag 2025. |

- 1º agosto - Annemarie Huber-Hotz, politica, sociologa e etnologa svizzera (n. 1948)
- 1º agosto - D. A. Pennebaker, regista cinematografico statunitense (n. 1925)
- 1º agosto - Barrington Pheloung, compositore e direttore d'orchestra australiano (n. 1954)
- 1º agosto - Harley Race, wrestler statunitense (n. 1943)
- 2 agosto - Gunder Bengtsson, allenatore di calcio svedese (n. 1946)
- 2 agosto - Mara Del Rio, cantante e produttrice discografica italiana (n. 1927)
- 2 agosto - Roberto Merlone, chitarrista, compositore e cantante italiano (n. 1958)
- 2 agosto - Ai Morinaga, fumettista giapponese (n. 1981)
- 2 agosto - Stuart O'Connell, vescovo cattolico neozelandese (n. 1935)
- 3 agosto - Miklós Ambrus, pallanuotista ungherese (n. 1933)
- 3 agosto - Henri Belolo, compositore, musicista e produttore discografico francese (n. 1936)
- 3 agosto - Jean-Claude Bouttier, pugile e attore francese (n. 1944)
- 3 agosto - Cliff Branch, giocatore di football americano statunitense (n. 1948)
- 3 agosto - Nuon Chea, politico e rivoluzionario cambogiano (n. 1926)
- 3 agosto - Francesco Durante, giornalista, critico letterario e storico della letteratura italiano (n. 1952)
- 3 agosto - Basil Heatley, maratoneta britannico (n. 1933)
- 3 agosto - Nikolaj Kardašëv, astronomo russo (n. 1932)
- 3 agosto - Brian Lochore, rugbista a 15 e allenatore di rugby a 15 neozelandese (n. 1940)
- 3 agosto - Vigilio Mich, fondista italiano (n. 1931)
- 3 agosto - Michael Troy, nuotatore statunitense (n. 1940)
- 4 agosto - Leonardo Botta, attore italiano (n. 1931)
- 4 agosto - Bernie Frost, chitarrista inglese
- 4 agosto - Harald Nickel, calciatore tedesco (n. 1953)
- 4 agosto - Larry Rakestraw, giocatore di football americano statunitense (n. 1942)
- 4 agosto - Victor Scerri, calciatore maltese (n. 1929)
- 5 agosto - Giovanni Finazzo, poliziotto, funzionario e prefetto italiano (n. 1942)
- 5 agosto - Josef Kadraba, calciatore cecoslovacco (n. 1933)
- 5 agosto - Bjorg Lambrecht, ciclista su strada belga (n. 1997)
- 5 agosto - John Lowey, calciatore inglese (n. 1958)
- 5 agosto - Toni Morrison, scrittrice statunitense (n. 1931)
- 5 agosto - Alberto Sironi, regista italiano (n. 1940)
- 6 agosto - Rod Coleman, pilota motociclistico neozelandese (n. 1926)
- 6 agosto - Claudio D'Amato Guerrieri, architetto e teorico dell'architettura italiano (n. 1944)
- 6 agosto - Guido Fink, critico letterario, critico cinematografico e critico teatrale italiano (n. 1935)
- 6 agosto - Steve Parr, calciatore inglese (n. 1926)
- 6 agosto - Sushma Swaraj, politica e avvocata indiana (n. 1952)
- 7 agosto - David Berman, cantante e compositore statunitense (n. 1967)
- 7 agosto - Kary Mullis, biochimico statunitense (n. 1944)
- 7 agosto - Fabrizio Piscitelli, criminale italiano (n. 1966)
- 7 agosto - J. Om Prakash, regista e produttore cinematografico indiano (n. 1926)
- 8 agosto - Manfred Max-Neef, economista cileno (n. 1932)
- 8 agosto - Jean-Pierre Mocky, regista, sceneggiatore e attore francese (n. 1929)
- 8 agosto - Dave Parks, giocatore di football americano statunitense (n. 1941)
- 8 agosto - Fabrizio Saccomanni, banchiere, economista e politico italiano (n. 1942)
- 9 agosto - Altair Gomes de Figueiredo, calciatore brasiliano (n. 1938)
- 9 agosto - Fahrudin Jusufi, calciatore e allenatore di calcio jugoslavo (n. 1939)
- 9 agosto - Robert LeBuhn, cestista statunitense (n. 1932)
- 9 agosto - Oscar Malbernat, allenatore di calcio e calciatore argentino (n. 1944)
- 9 agosto - Franz Georg Meußdoerffer, biochimico e insegnante tedesco (n. 1949)
- 9 agosto - Mauro Tuccini, calciatore italiano (n. 1928)
- 10 agosto - Jeffrey Epstein, imprenditore e criminale statunitense (n. 1953)
- 10 agosto - Chicho Sibilio, cestista e allenatore di pallacanestro dominicano (n. 1958)
- 10 agosto - Piero Tosi, costumista italiano (n. 1927)
- 11 agosto - Dejan Čurović, calciatore serbo (n. 1968)
- 11 agosto - Gaspare Jean, medico, ematologo e politico italiano (n. 1935)
- 11 agosto - Barbara March, attrice canadese (n. 1953)
- 11 agosto - Wálter Martínez, calciatore honduregno (n. 1982)
- 11 agosto - Sergio Obeso Rivera, cardinale e arcivescovo cattolico messicano (n. 1931)
- 11 agosto - Emil Svoboda, calciatore cecoslovacco (n. 1926)
- 12 agosto - Ettore Falconieri, musicista e batterista italiano (n. 1934)
- 12 agosto - José Antonio García-Blázquez, scrittore spagnolo (n. 1936)
- 12 agosto - DJ Arafat, disc jockey ivoriano (n. 1986)
- 12 agosto - Jim Marsh, cestista statunitense (n. 1946)
- 12 agosto - Paule Marshall, scrittrice statunitense (n. 1929)
- 12 agosto - Giuseppe Torelli, politico italiano (n. 1940)
- 13 agosto - Josette Arène, nuotatrice francese (n. 1924)
- 13 agosto - José Luis Brown, allenatore di calcio e calciatore argentino (n. 1956)
- 13 agosto - Vladimír Ptáček, cestista cecoslovacco (n. 1954)
- 13 agosto - John Alan Schwartz, regista cinematografico e sceneggiatore statunitense (n. 1952)
- 13 agosto - René Taelman, allenatore di calcio e giornalista belga (n. 1945)
- 13 agosto - Nadia Toffa, conduttrice televisiva e giornalista italiana (n. 1979)
- 14 agosto - Akab, fumettista e regista italiano (n. 1976)
- 14 agosto - Brian Job, nuotatore statunitense (n. 1951)
- 14 agosto - Marcello Martini, partigiano italiano (n. 1930)
- 14 agosto - Ugo Sansonetti, scrittore e atleta italiano (n. 1919)
- 15 agosto - Bruce Deans, rugbista a 15 neozelandese (n. 1960)
- 15 agosto - Luigi Lunari, drammaturgo, traduttore e saggista italiano (n. 1934)
- 15 agosto - Gianfranco Nocivelli, imprenditore e dirigente d'azienda italiano (n. 1934)
- 15 agosto - Antonio Rastrelli, politico italiano (n. 1927)
- 15 agosto - Alexander Tamir, pianista e compositore lituano (n. 1931)
- 16 agosto - Peter Fonda, attore e regista statunitense (n. 1940)
- 16 agosto - Felice Gimondi, ciclista su strada, pistard e dirigente sportivo italiano (n. 1942)
- 16 agosto - Jim Hardy, giocatore di football americano statunitense (n. 1923)
- 16 agosto - José Nápoles, pugile cubano (n. 1940)
- 16 agosto - Armand Nováček, cestista rumeno (n. 1937)
- 16 agosto - Cristina di Orange-Nassau, principessa olandese (n. 1947)
- 16 agosto - Anna Quayle, attrice e cantante inglese (n. 1932)
- 16 agosto - Penka Stojanova, cestista bulgara (n. 1950)
- 16 agosto - Richard Williams, animatore e regista canadese (n. 1933)
- 17 agosto - Cedric Benson, giocatore di football americano statunitense (n. 1982)
- 17 agosto - Jacques Diouf, politico e diplomatico senegalese (n. 1938)
- 17 agosto - Arnaldo Galli, pittore e disegnatore italiano (n. 1926)
- 17 agosto - Rosemary Kuhlmann, mezzosoprano e attrice teatrale statunitense (n. 1922)
- 17 agosto - Teodoro Palacios, altista guatemalteco (n. 1939)
- 17 agosto - Camillo Zanolli, fondista italiano (n. 1929)
- 17 agosto - Mohd Suffian Abdul Rahman, calciatore malese (n. 1978)
- 18 agosto - Kathleen Blanco, politica statunitense (n. 1942)
- 18 agosto - Giulio Chierchini, fumettista e animatore italiano (n. 1928)
- 18 agosto - Gillian Hanna, attrice e doppiatrice irlandese (n. 1944)
- 18 agosto - Robert Ouko, mezzofondista e velocista keniota (n. 1948)
- 19 agosto - Cosimo Cinieri, attore, drammaturgo e regista italiano (n. 1938)
- 19 agosto - Ida Colucci, giornalista italiana (n. 1960)
- 19 agosto - Mohammed Zahur Khayyam, compositore indiano (n. 1927)
- 19 agosto - Gina Lopez, ambientalista e filantropa filippina (n. 1953)
- 19 agosto - Sergio Perticaroli, pianista italiano (n. 1930)
- 19 agosto - Frank Prats, cestista e allenatore di pallacanestro dominicano (n. 1954)
- 19 agosto - Larry Taylor, bassista e chitarrista statunitense (n. 1942)
- 19 agosto - Zsolt Torok, alpinista rumeno (n. 1973)
- 20 agosto - Giovanni Buttarelli, funzionario italiano (n. 1957)
- 20 agosto - Rudolf Hundstorfer, politico austriaco (n. 1951)
- 20 agosto - Kelsey Weems, cestista statunitense (n. 1967)
- 20 agosto - Omar Zubillaga, cestista uruguaiano (n. 1931)
- 21 agosto - Dina bint 'Abd al-Hamid, regina egiziana (n. 1929)
- 21 agosto - Norma Croker, velocista e lunghista australiana (n. 1934)
- 22 agosto - Junior Agogo, calciatore ghanese (n. 1979)
- 22 agosto - Bobby Dillon, giocatore di football americano statunitense (n. 1930)
- 22 agosto - Franco Garofalo, attore italiano (n. 1946)
- 22 agosto - Tom Nissalke, allenatore di pallacanestro statunitense (n. 1932)
- 23 agosto - Larissa Bonfante, archeologa e etruscologa italiana (n. 1931)
- 23 agosto - Mario Davidovsky, compositore argentino (n. 1934)
- 23 agosto - Carlo Delle Piane, attore italiano (n. 1936)
- 23 agosto - Manlio Ianni, politico italiano (n. 1937)
- 23 agosto - David Koch, imprenditore e politico statunitense (n. 1940)
- 23 agosto - Rick Loomis, autore di giochi statunitense (n. 1946)
- 23 agosto - Massimo Mattioli, fumettista, illustratore e scrittore italiano (n. 1943)
- 23 agosto - Luigi Arialdo Radicati di Brozolo, fisico italiano (n. 1919)
- 23 agosto - Mike Thomas, giocatore di football americano statunitense (n. 1953)
- 23 agosto - Egon Zimmermann, sciatore alpino austriaco (n. 1939)
- 24 agosto - Marie Rose Chambenoit, cestista francese (n. 1929)
- 24 agosto - Blanca Fernández Ochoa, sciatrice alpina spagnola (n. 1963)
- 25 agosto - Timothy Bell, manager britannico (n. 1941)
- 25 agosto - Sally Floyd, ingegnere e informatica statunitense
- 25 agosto - Eliseo Mattiacci, artista italiano (n. 1940)
- 25 agosto - Ferdinand Piëch, imprenditore austriaco (n. 1937)
- 25 agosto - Anne Grete Preus, cantante norvegese (n. 1957)
- 25 agosto - Jerry Rook, cestista statunitense (n. 1943)
- 25 agosto - Lodewijk Woltjer, astronomo e antropologo olandese (n. 1930)
- 26 agosto - Pál Benkő, scacchista e compositore di scacchi ungherese (n. 1928)
- 26 agosto - Neal Casal, cantautore e chitarrista statunitense (n. 1968)
- 26 agosto - Colin Clark, calciatore statunitense (n. 1984)
- 26 agosto - Isabel Toledo, stilista e imprenditrice cubana (n. 1960)
- 27 agosto - Jessi Combs, conduttrice televisiva e pilota automobilistica statunitense (n. 1980)
- 27 agosto - Gianluca Del Monte, cestista italiano (n. 1958)
- 27 agosto - Mike Ferguson, allenatore di calcio e calciatore inglese (n. 1943)
- 27 agosto - Friedrich Hiller, archeologo tedesco (n. 1926)
- 27 agosto - Dawda Jawara, politico gambiano (n. 1924)
- 27 agosto - Shin Matsushita, supercentenaria giapponese (n. 1904)
- 28 agosto - Alfiero Alfieri, attore italiano (n. 1942)
- 28 agosto - Michel Aumont, attore francese (n. 1936)
- 28 agosto - Giuseppe Iamonte, mafioso italiano (n. 1949)
- 28 agosto - Nicolás Leoz, dirigente sportivo, avvocato e giornalista paraguaiano (n. 1928)
- 28 agosto - Umberto Margiotta, pedagogista italiano (n. 1947)
- 28 agosto - Sogyal Rinpoche, scrittore e insegnante tibetano (n. 1947)
- 28 agosto - Nie Yuanzi, docente e politica cinese (n. 1921)
- 29 agosto - Jim Langer, giocatore di football americano statunitense (n. 1948)
- 29 agosto - Achille Silvestrini, cardinale e arcivescovo cattolico italiano (n. 1923)
- 30 agosto - Franco Columbu, culturista, attore e powerlifter italiano (n. 1941)
- 30 agosto - Lamberto Giorgis, allenatore di calcio e calciatore italiano (n. 1932)
- 30 agosto - A. James Gregor, politologo e storico statunitense (n. 1929)
- 30 agosto - Valerie Harper, attrice e ballerina statunitense (n. 1939)
- 30 agosto - Hans Anders Rausing, imprenditore e filantropo svedese (n. 1926)
- 30 agosto - Anna Sharkey, attrice britannica (n. 1931)
- 31 agosto - Anna Amendola, attrice italiana (n. 1927)
- 31 agosto - Jeff Blackshear, giocatore di football americano statunitense (n. 1969)
- 31 agosto - Anthoine Hubert, pilota automobilistico francese (n. 1996)
- 31 agosto - Michael Lindsay, doppiatore statunitense (n. 1963)
- 31 agosto - Immanuel Wallerstein, sociologo, storico e economista statunitense (n. 1930)